# Achelia kiiensis
Achelia kiiensis is een zeespin uit de familie Ammotheidae. De soort behoort tot het geslacht Achelia. Achelia kiiensis werd in 1951 voor het eerst wetenschappelijk beschreven door Utinomi. 